# Biserica de lemn din Gîrbova
Biserica de lemn „Adormirea Maicii Domnului” (Biserica de lemn „Adormirea Maicii Domnului” din satul Gârbova, raionul Ocnița) este o biserică amplasată pe bd. Dacia, 56 (pe teritoriul Muzeului Satului) în Chișinău, Republica Moldova. Este un monument arhitectural de importanță națională inclus în Registrul monumentelor Republicii Moldova ocrotite de stat cu nr. 384.6 (municipiul Chișinău). Datează din 1908; a fost strămutată din satul Gîrbova, raionul Ocnița, în Chișinău și restaurată în anul 2020.